# Městská zbrojnice (Cheb)
Městská zbrojnice v Chebu je historická budova vzniklá roku 1490 spojením dvou původních domů a rozšířená v letech 1551 a 1552 připojením dalších dvou domů. Nachází se ve vnitrobloku ulice Hradební v historickém centru města. Roku 1700 byla stavba s gotickými prvky přestavěna ze zbrojnice na sýpku. Spolu s přilehlými budovami tvoří trojkřídlý komplex s hlubokým vnitroblokem. Zbrojnice je jako součást památkové rezervace kulturní památkou.

## Stav stavby aokolí
V budovách městské zbrojnice a přilehlých hospodářských prostorách (souhrnně označovanách jako městský špejchar) je uložena zmenšená kopie chebských historických krovů. Roku 2024 bylo oznámeno, že v areálu vznikne tesařská huť spojená právě s historickými krovy ve městě. Vnitroblok ulice Hradební, kde se sýpka nachází, prochází roku 2025 velkou rekonstrukcí. Při souvisejících archeoligických vykopávkách byly objeveny základy geotického domu zničeného pravděpodbně ostřelováním za třicetileté války.